# Egér pongyolában
Az Egér pongyolában a Frakk, a macskák réme című rajzfilmsorozat harmadik évadjának negyedik része.

## Cselekmény
Frakk mindenkinek kinézi a falatot a szájából. Nem bírja elviselni, ha más eszik. Irma néni nem állja meg, hogy ne adjon a kunyeráló Frakknak vajas pirítóst. Majd Lukrécia bögréjéből is kiissza a tejet. Károly bácsinak is kell adnia a vizslának a házikolbászból. Közben Irma néninek jön egy barátnője, aki azt hiszi, Frakkot éheztetik. Ezért beárulja őket a Magyar Állatvédő Egyesületnél. Onnan érkezik egy nő Frakkékhoz, aki kíváncsi, hogy a kutya hogyan eszik.
A vizsla kér Lukréciától hidegsültet. Lukrécia és Szerénke egy egeret raknak a kutya tányérjára, és sonkával letakarják. Frakk azonban hamar megérzi és észre is veszi, mit kapott. Jól megkergeti a macskákat.

## Alkotók
- Rendező és operatőr: Meszlényi Attila
- Társrendezők: Imre István, Várnai György
- Forgatókönyvíró: Bálint Ágnes
- Zeneszerző: Pethő Zsolt
- Hangmérnök: Bársony Péter
- Vágó: Czipauer János
- Tervezte: Várnai György
- Háttér: Szálas Gabriella
- Rajzolta: Kiss Bea
- Színes technika: Kun Irén
- Gyártásvezető: Bende Zsófi

Készítette a Magyar Televízió megbízásából a Pannónia Filmstúdió

## Szereplők
- Frakk: Szabó Gyula
- Lukrécia: Schubert Éva
- Szerénke: Váradi Hédi
- Károly bácsi: Suka Sándor
- Irma néni: Pártos Erzsi
- Irma barátnője: Hacser Józsa
- Állatvédőnő: Szécsi Vilma